# Ylingesjön
Ylingesjön är en mindre sjö genomfluten av Svärtaån, omgiven av en större våtmark i Nyköpings kommun i Södermanland och ingår i Svärtaåns huvudavrinningsområde. Sjön har en area på 0,096 kvadratkilometer och ligger 6,2 meter över havet. Sjön avvattnas av vattendraget Svärtaån (Sundbyån).

## Delavrinningsområde
Ylingesjön ingår i det delavrinningsområde (652387-157673) som SMHI kallar för Namn saknas. Medelhöjden är 44 meter över havet och ytan är 15,66 kvadratkilometer. Räknas de 20 avrinningsområdena uppströms in blir den ackumulerade arean 318,41 kvadratkilometer. Avrinningsområdets utflöde Svärtaån (Sundbyån) mynnar i havet. Avrinningsområdet består mestadels av skog (78 procent). Avrinningsområdet har 0,68 kvadratkilometer vattenytor vilket ger det en sjöprocent på 4,3 procent.